# Szydełkowanie
Artykuł ten został zgłoszony do umieszczenia na stronie głównej w rubryce „Czy wiesz”.
Pomóż nam go sprawdzić: oceń zgłoszoną nominację.
Szydełkowanie – jedna z form rękodzieła. Polega ona na przeciąganiu włóczki lub innych materiałów przez pętelki za pomocą narzędzia zwanego szydełkiem. Rozwinęło się w XIX wieku z formy haftu łańcuszkowego wykonywanego przy użyciu szydełka zamiast igły. W robótce szydełkowej to szydełko jest używane do tego, aby uzyskać fakturę pętelkowych i splecionych łańcuszków nici.     

## Początki
Dzianinowe tkaniny przetrwały już od XI wieku n.e., ale pierwsze znaczące dowody na szydełkowanie tkanin pojawiają się w Europie w XIX wieku. Wcześniejsze prace identyfikowane jako szydełkowanie były powszechnie wykonywane metodą nålebinding, inną techniką przędzenia pętelkowego. Istnieją różne teorie dotyczące pochodzenia szydełkowania. Niektórzy uważają, że jego początki mogą sięgać czasów szlaków handlowych, mających swój początek w Arabii i rozprzestrzeniających się na Tybet, a następnie do Hiszpanii, a także innych krajów śródziemnomorskich. Inna teoria odnotowuje stosowanie szydełkowania w Chinach, gdzie powstawały lalki wykonane wyłącznie szydełkiem.
Angielska literatura XIX w. określa szydełkowanie jako rodzaj robótki na drutach, pierwotnie praktykowany przez chłopów w Szkocji za pomocą małej igły z haczykiem, zwanej haczykiem pasterskim. Nazwa w języku angielskim ma zaś zwoje źródło w języku francuskim i pochodzi od słowa „crochet”, które oznacza „haczyk”.  
Najwcześniejsza datowana wzmianka w języku angielskim o odzieży wykonanej z tkaniny wytwarzanej przez nawlekanie przędzy na szydełko – czyli „robienie na drutach metodą pasterską” – znajduje się w dziele Elizabeth Grant (1797–1885) „The Memoirs of a Highland Lady”. Sam wpis w dzienniku pochodzi z 1812 roku, ale w późniejszej opublikowanej formie został odnotowany dopiero pomiędzy 1845 a 1867 rokiem, a rzeczywista data publikacji to 1898 rok. Niemniej jednak, tom Penélopé z 1833 roku opisuje i ilustruje szydełko pasterskie, zalecając jego używanie do szydełkowania z grubszej przędzy. 

## Techniki szydełkowania
- szydełkowanie mozaikowe – technika szydełkowania, która wykorzystuje 2 lub więcej kolorów w celu stworzenia efektownych wzorów geometrycznych[7]. Wzór wykonuje się wyłącznie od przodu, od prawej do lewej (lub od lewej do prawej dla osób leworęcznych). Każdy rząd składa się naprzemiennie z dwóch kontrastujących kolorów[8]. Wzór mozaikowy powstaje przez wrabianie wszystkich oczek półsłupków w górne tylne pętelki tego samego rzędu, a następnie wrabianie wszystkich oczek półsłupków w przednie pętelki rzędu poniżej w tym samym kolorze. Stąd wzięło się określenie „nakładanie”. Oczka półsłupków zakrywają oczka półsłupków z poprzedniego rzędu. Pozwala to na nakładanie różnych kolorów i tworzenie skomplikowanych wzorów[8].

- kwadrat babuni (ang. granny square) – jeden z bardziej popularnych wyrobów szydełkowych, a szczyt jego popularności przypada na lata 70. XX wieku[9]. Do wykonania kwadratu babuni wykorzystuje się podstawowe sploty szydełkowe: łańcuszek, oczko ścisłe i słupek. Może być wykonany z jednego koloru włóczki lub kilku. Większe prace powstają z połączenia wielu kwadratów[10]. Splot w kwadracie babuni składa się z okrążeń zamykanych. Każde okrążenie to powtarzające się sekwencje po 3 słupki oddzielone od siebie pojedynczymi oczkami łańcuszka na bokach i dwoma oczkami łańcuszka w rogach robótki[9]. Kwadraty babuni mają wszechstronne zastosowanie. Powstają z nich koce, szale, chusty, torebki, poszewki na poduszki, narzuty[10] i wiele innych.

- szydełkowanie w stylu dowolnym (ang. freeform lub freestyle) – szydełkowanie bez konkretnego planu, wzoru, czy instrukcji. Używając tej techniki można łączyć różne style szydełkowania w dowolny sposób[11]. Szydełkowanie w stylu wolnym wpłynęło na niektóre dziedziny życia współczesnego i  wyłonił się z niego jeden z rodzajów street artu. Do tego trendu zaliczane jest: bombardowanie włóczką (ang. yarnbombing), szturmowanie włóczką (ang. yarn storming), włóczkowe graffiti (ang. yarn graffiti), dzierganie partyzanckie (ang. guerilla knitting), miejskie dzierganie (ang. urban knitting)[12].

- koronka szydełkowa – technika pracy pojedynczymi nitkami. Jej wygląd powinien charakteryzować się lekką, ażurową strukturą, którą osiąga się za pomocą łączenia gęstych i rzadkich splotów. Powstają dzięki temu bardzo skomplikowane wzory[13].

- szydełkowanie tunezyjskie – technika, której wyroby mogą kojarzyć się z robótkami wykonanymi na drutach. W tradycyjnym szydełkowaniu każde oczko wykonuje się pojedynczo, a w szydełkowaniu tunezyjskim, najpierw nabiera się wszystkie oczka na szydełko (długi drut zakończony haczykiem), co nazywane jest pierwszym rzędem, a wracając zamyka się nabrane oczka po kolei (co nazywane jest rzędem powrotnym) tak, że na szydełku pozostaje tylko oczko początkowe[14].

- amigurumi (jap. ah-mee-goo-roo-mee) – pluszowa zabawka robiona na szydełku lub na drutach[15]. Wykonywane tą techniką wyroby nazywane ogólnie Amigurumi, szydełkowane są za pomocą półsłupków ułożonych ciasno w spiralę, bez łączenia okrążeń[15]. Gotowe wyroby często przedstawiają zwierzęta lub przedmioty, jak na przykład pożywienie, nadając im cechy ludzkie, takie jak oczy i nogi[16][17].

- filet – popularna technika szydełkowania, w której wykorzystuje się kombinację kwadratowych bloków pełnych, złożonych z szeregu słupków i pustych kwadratów[18]. Sposób ułożenia kwadratów pełnych i pustych tworzy nieskończoną liczbę możliwych wzorów. Zazwyczaj kwadraty otwarte tworzą tło, a wzór jest tworzony przez wypełnione półsłupkami kwadraty. Instrukcje dotyczące techniki filetu są zazwyczaj podawane w formie diagramów[19].  Najczęściej tworzone są w niej firany i narzuty[20].

- koronka irlandzka szydełkowa[21] to technika, której początki związane są z Wielkim Głodem w Irlandii (1845–1849). Wtedy to wprowadzono tam koronkarstwo szydełkowe jako formę pomocy w czasie głodu[22]. Produkcja koronek szydełkowych była alternatywnym sposobem zarabiania pieniędzy dla zubożałych irlandzkich robotników[23]. Za wynalazczynię szydełkowania irlandzkiego uznaje się pannę Riego de la Branchardiere, która opublikowała pierwszą książkę ze wzorami w 1846 roku. Koronki irlandzkie zyskały popularność w Europie i Ameryce i były wytwarzane w dużych ilościach aż do pierwszej wojny światowej[21].

- koronka koniakowska – oznaczenie słowne wyrobów (towarów) w postaci koronek wyprodukowanych techniką ręcznego szydełkowania z nici przez mieszkańców Koniakowa, Jaworzynki i Istebnej. Ten rodzaj koronki, nie powstaje w żadnym innym regionie Polski, ani świata. Z koronek koniakowskich najbardziej znane są serwety koniakowskie, które składają się z różnych motywów, najczęściej kwiatowych[24].

- szydełkowanie koralikowe – technika szydełkowania, która była stosowana głównie do wyrobu mniejszych torebek i portmonetek. W XIX wieku takie prace wykonywano z cienkiego jedwabiu. Koraliki nawlekano na nić przed rozpoczęciem robótki [25]. Technika używana jest również do tworzenia biżuterii koralikowej, takiej jak naszyjniki i bransoletki[26].

- serweta – w mniejszej formie nazywana też serwetką – nakrycie stołu z ozdobnej tkaniny[27] o okrągłym, owalnym, kwadratowym lub prostokątnym kształcie. Wykonywane różnymi technikami: szydełkiem lub dziergane, frywolitkowane, haftowane[28]. Do szydełkowanych serwet używa się najczęściej cienkich, bawełnianych[29] lub lnianych nici, a także kordonka.

- szydełkowanie gobelinowe – technika, która pozwala tworzyć skomplikowane wzory i obrazy za pomocą półsłupków. Wykorzystuje się w niej wiele kolorów w każdym rzędzie. Szydełkując jednym kolorem włóczki, należy trzymać niewykorzystane kolory wzdłuż tylnej części pracy zmieniając kolory w razie potrzeby. W ten sposób powstaje wytrzymała tkanina o złożonych wzorach, która idealnie nadaje się do projektów od wystroju wnętrz po akcesoria[30].

## Narzędzia
W robótce szydełkowej to szydełko jest używane do tego, aby uzyskać fakturę pętelkowych i splecionych łańcuszków nici.   
Wzmianki o narzędziach do szydełkowania pojawiają się w latach 40. XIX w. i opisują pierwsze szydełka jako igły do szydełkowania, nazywane też haczykami pasterskimi. Wykonywane były ze stali, kości słoniowej lub bukszpanu.
Współcześnie szydełka mogą być wykonane z różnych materiałów: aluminium, stali, metalu, drewna, bambusa, kości, tworzywa sztucznego i mogą mieć różne rozmiary. Ich średnica może wynosić od 0,6 mm do 20 mm i więcej. Wyróżniamy też różne typy szydełek – liniowe, zwężane, ergonomiczne. Innym znanym narzędziem jest szydełko tunezyjskie.

## Materiały i podstawowe sploty
Do szydełkowania używa się z włókien naturalnych (roślinnych i zwierzęcych) i chemicznych. Przędza naturalna roślinna, z której najczęściej powstają produkty szydełkowe to: bawełna, len, juta, sizal.
Do najpopularniejszych włókien pochodzenia zwierzęcego użytkowanych w szydełkowaniu zaliczamy: jedwab, wełna. W przypadku włókien chemicznych sztucznych i syntetycznych: akryl, nylon, poliester, Poliolefiny i wiskozę. Stosuje się też bambus, włóczkę naturalną poddaną obróbce chemicznej oraz mieszanki włókien naturalnych i chemicznych.

Wyróżnia się 4 podstawowe ściegi szydełkowe: łańcuszek, oczko ścisłe, półsłupek i słupek . Wszystkie pozostałe ściegi i sploty powstają na ich bazie.
- Szydełkowanie - przykłady splotów
- Szydełkowanie łańcuszka
- Szydełkowanie półsłupka nawijanego
- Słupki - fragment pracy wykonanej na szydełku
- Schemat wykonania półsłupka na szydełku
- Praca na szydełku wykonywana w okrążeniach, widoczne znaczniki

## Podział włóczki do szydełkowania
| Podział włóczki do szydełkowania  | Podział włóczki do szydełkowania                           | Podział włóczki do szydełkowania | Podział włóczki do szydełkowania | Podział włóczki do szydełkowania | Podział włóczki do szydełkowania | Podział włóczki do szydełkowania | Podział włóczki do szydełkowania | Podział włóczki do szydełkowania |
| --------------------------------- | ---------------------------------------------------------- | -------------------------------- | -------------------------------- | -------------------------------- | -------------------------------- | -------------------------------- | -------------------------------- | -------------------------------- |
| Symbol gramatury włóczki          | 0                                                          | 1                                | 2                                | 3                                | 4                                | 5                                | 6                                | 7                                |
| Kategoria włóczki                 | nici do szydełkowania LACE                                 | bardzo cienka SUPER FINE         | cienka fine                      | Lekka LIGHT                      | średnia MEDIUM                   | gruba BULKY                      | bardzo gruba SUPER BULKY         | JUMBO                            |
| oznaczenie włóczki na banderolach | Fingering 10-count, crochet thread                         | Sock, Fingering, Baby            | Sport, Baby                      | DK, Light Worsted                | Worsted, Afghan, Aran            | Chunky, Craft, Rug               | Super bulky, Roving              | Jumbo, Roving                    |
| Rozmiar szydełka w mm             | Szydełka ze stali 1,6–1,4 mm, Szydełko standardowe 2,25 mm | 2,25–3,5                         | 3,5–4,5                          | 4,5—5,5                          | 5,5—6,5                          | 6,5—9                            | 9—15                             | 15 mm i większe                  |
| Długość włóczki w m/100 g         | 600–800 i więcej                                           | 350–600                          | 250–350                          | 200–250                          | 120–200                          | 100–130                          | mniej niż 100                    | mniej niż 100                    |

Włóczki dostępne w polskich sklepach zazwyczaj nawinięte są w kłębki lub motki o wadze 25g, 50g i 100g.

## Zastosowanie wyrobów szydełkowych
Wyroby szydełkowe mają wszechstronne zastosowania. Z włóczek różnego typu powstają dzianiny, ubrania (np. swetry, spódnice, czapki, szaliki), narzuty i torby. Powstają też wyroby codziennego użytku i dekoracyjne: poduszki, koszyki, dywaniki, koce i pledy, poszewki na poduszkę, kapcie i wiele innych.  
- Przykłady wyrobów szydełkowych